# Der Gegen-Angriff
Der Gegen-Angriff (GA) war eine antifaschistische deutsche Exilzeitschrift unter dem Einfluss der Komintern, die von 1933 bis 1936 anfangs zweiwöchentlich, dann wöchentlich in Prag, Paris und Basel erschien. Nachfolgepublikation wurde 1936 die Deutsche Volkszeitung. Das Wochenblatt der Deutschen. Der Name war eine Anspielung auf die von Joseph Goebbels herausgegebene  Gauzeitung der Berliner NSDAP, Der Angriff.
Die erste Ausgabe der Zeitschrift erschien Ende April 1933; es wurde ein vierzehntägliches Erscheinen angekündigt, was nach wenigen Monaten auf wöchentlich umgestellt wurde. Der Titelschriftzug des Blattes erinnerte in der Gestaltung an den nationalsozialistischen Angriff. Im Impressum standen Decknamen. In einer redaktionellen Notiz in der Ausgabe vom 1. Juli 1933 hieß es, Der Gegen-Angriff sei eine von tschechoslowakischen Staatsangehörigen herausgegebene und verantwortlich redigierte Zeitung. Ungenannt als Herausgeber fungierte Willi Münzenberg in Paris, redigiert wurden die Ausgaben von Bruno Frei und Alexander Abusch, ohne dass sie als Chefredakteure genannt wurden. Frei erhielt regelmäßig politische Richtlinien von Kurt Funk (Deckname Herbert Wehners). Zu den Autoren gehörte Kurt Stern.
In der letzten Ausgabe vom 14. März 1936 wurde ohne Begründung die Einstellung des Gegen-Angriff bekannt gegeben und das wöchentliche Erscheinen der Deutschen Volkszeitung angekündigt.